# Приеже, Карлис
Карлис Жанис (Карл Фрицевич) Приеже (латыш. Kārlis Žanis Prieže; 7 июля 1907, Вентспилс, Курляндская губерния, Российская империя — 25 февраля 1977, Рига, Латвийская ССР) — латвийский советский политический, государственный и общественный деятель.

## Биография
Из крестьян. С 1929 года — член Коммунистической партии Латвии, занимался подпольной деятельностью, неоднократно был арестован властями, несколько лет провёл в тюрьме.
После присоединения Латвии к СССР в 1940 году был назначен секретарём Вентспилско-Талси-Тукумского уездного комитета Коммунистической партии Латвии.
В том же году был избран депутатом Народного Сейма Латвии, председательствовал на отдельных его заседаниях.
В 1944—1948 года был секретарём Верховного Совета Латвийской ССР. В 1945—1949 годах работал в ЦК Коммунистической партии (большевиков) Латвии.
Позже, до выхода на пенсию в 1962 году — заместитель министра социального обеспечения Латвийской ССР.